# Isolate Records
Isolate Records ist ein Plattenlabel für Elektronische Musik mit Sitz in Berkeley, Kalifornien.  Es wurde 1995 von Wai Cheng gegründet.
Isolate hat ein Sublabel namens Dyslexic Response, das sich auf das Musikgenre Noise konzentriert. Zu den bekanntesten Acts, die Isolate Records veröffentlichte, gehören Venetian Snares, Chris Douglas aka O.S.T., Tomoroh Hidari und Fluorescent Grey.
Labelgründer Wai starb 2006 während eines Berlin-Besuchs. Er wurde in der Nacht zum 21. Dezember von einem Freund tot aufgefunden. Die Todesursache ist nicht bekannt.

## Diskographie
- iso.01 – Optic: Isolation Zone
- iso.03 – Venetian Snares: printf("shiver in eternal darkness/n");
- iso.04 – Nommo Ogo: H.A.A.R.P. Musick
- iso.07 – O.S.T.: Fimt
- iso.08 – Nommo Ogo: Meat And Red Triangles / Blood Red Game
- iso.09 – Society Cleaners: Take Me To Your Leader EP
- iso.10 – Nommo Ogo: The Sea Finally Surfaces
- iso.11 – Fluorescent: Grey Lying On The Floor Mingling With God In A Tijuana Hotel Room Next Door To A Veterinary Supply Store
- iso.12 – AeQuo: Mictlan
- iso.13 – Tomoroh Hidari: The Necrophonicon